# Gino Padula
Gino Padula est un footballeur argentin né le 11 juillet 1976 à Lanús.

## Biographie
Gino commence sa carrière en Argentine au CA River Plate en 1996 avant de signer en 1997 au CA Huracán. En 1998 il débarque en Espagne au Xerez CD. Ses déplacements sont facilités par le fait qu'il possèdent un passeport italien par le biais de ses parents originaires d'Italie.
Il va jouer en Angleterre entre 1999 et 2006, ou il enchaine les clubs, les Bristol Rovers, le Walsall FC en novembre 1999, le Wigan Athletic en juillet 2000. En 2002, il se stabilise en Angleterre au Queens Park Rangers, où il est grandement apprécié par le public, et fait partie de l'équipe qui accèdera à la Football League Championship en 2004. Il rejoint alors le Nottingham Forest durant l'été 2005. Il ne joue que cinq fois lors de la saison et quitte le club sur un 'consentement mutuel'.
Il arrive en France, au Montpellier HSC, en 2007, mais avec seulement 7 matchs joués dans la saison, il est transféré au Columbus Crew.Il fait partie de l'équipe qui remporte le MLS Supporters' Shield en 2008 et 2009 ainsi que la MLS Cup 2008.

## Statistiques et palmarès

### En club

#### Titres
| - Columbus Crew - MLS Supporters' Shield - Vainqueur : 2008, 2009 - MLS Cup - Vainqueur : 2008 |